# كهوف كريغيد
كهوف كريغيد (بالإنجليزية: Craighead Caverns)‏؛ هي مجموعة من الكهوف التي تقع في مقاطعة مونرو في الولايات المتحدة.

## السياحة
تعد «كهوف كريغيد» إحدى مواقع الجذب السياحي في مقاطعة مونرو في ولاية تينيسي الأمريكية.